# Bachreci
Bachreci (bułg. Бахреци) – wieś podlegająca administracyjnie pod obszar wsi Stanczow chan, w środkowej Bułgarii, w obwodzie Gabrowo, w gminie Trjawna. Według danych Narodowego Instytutu Statystycznego, 31 grudnia 2011 roku wieś liczyła 9 mieszkańców.